# Passo Duran
Der Passo Duran (1605 m s.l.m.) ist ein wenig bekannter Pass in den südlichen Dolomiten (Italien) und befindet sich in der Provinz Belluno der Region Veneto zwischen den Berggruppen der Civetta und Moiazza im Nordwesten und den Prampèr-Dolomiten im Südosten.
Die oftmals recht schmale, kurvenreiche Straße (Wintersperre) SP 347 verbindet auf einer Strecke von ca. 22 km und bei maximal 15 % Steigung Agordo im Val Cordevole mit Dont im Val di Zoldo. Auf der Passhöhe, von der sich ein eindrucksvoller Blick auf den Monte Pelmo ergibt, befinden sich zwei Gasthäuser (Rifugio Tomé, Rifugio San Sebastiano).
Die beiden Gasthäuser auf dem Pass stellen ein mögliches Etappenziel auf dem Fernwanderweg von München nach Venedig dar. Zudem berührt der Dolomiten-Höhenweg 1 den Pass und führt, aus westlicher Richtung kommend, vom Rifugio Carestiato in der Moiazzagruppe weiter in das im deutschsprachigen Raum weitgehend unbekannte Gebiet des Monte Tàmer (2547 m s.l.m.) und des Monte Talvena (2542 m s.l.m.). Eine lohnende Bergtour stellt die Besteigung der östlich gelegenen Cima San Sebastiano (2420 m s.l.m.) dar. 